# Coupe d'Afrique des nations de football 1965
Navigation
Ghana 1963 Éthiopie 1968
La coupe d'Afrique des nations de football 1965 a lieu en Tunisie en novembre 1965. La Tunisie est qualifiée en tant que pays organisateur, de même que le Ghana qui est le vainqueur de l'édition précédente.
L'engouement pour la compétition et le nombre croissant d'équipes engagées fait évoluer le nombre de participants à la phase finale, qui passe de quatre à six équipes. Deux d'entre elles sont qualifiées d'office : il s'agit de la Tunisie, pays organisateur, et du Ghana, vainqueur de l'édition précédente. Ainsi, un premier tour, avec deux poules de trois équipes, est mis en place, puis la finale (pour les premiers de chaque poule) et le match pour la troisième place, pour les deuxièmes.
C'est le tenant du titre, le Ghana, qui remporte à nouveau le trophée après avoir battu le pays organisateur, la Tunisie lors de la finale à Tunis sur le score de trois buts à deux. C'est le second titre de champion d'Afrique pour le Ghana en deux participations. 
L'Éthiopie est la seule sélection à avoir pris part à toutes les éditions de la CAN depuis sa création, à la suite de la défection de l'Égypte (deux fois vainqueur en 1957 et 1959) puis du Soudan. À l'inverse, les équipes de la République démocratique du Congo, du Sénégal et de la Côte d'Ivoire participent là à leur première Coupe d'Afrique des nations.

## Qualifications
Quatre billets sont à distribuer aux treize pays participant à ces qualifications. La Tunisie, l'organisateur du tournoi, et le Ghana, champion en titre, sont exemptés de ces matchs. Le Soudan, appelé à pallier cette absence, décline également l'invitation. C'est finalement la République démocratique du Congo qui est retenu par la Confédération africaine de football pour prendre part au tournoi.

### Équipes qualifiées
L'Égypte (alors partie de la République arabe unie) se qualifie dans la zone 1 après le retrait du Maroc et du Nigeria avant le début des éliminatoires, puis se retire plus tard en raison de la détérioration des relations diplomatiques avec la Tunisie après un discours prononcé par le président tunisien Habib Bourguiba à Jéricho dans lequel il appelle les pays arabes à reconnaître Israël.
| Équipe                           | Méthode de qualification | Date de qualification | Participation | Dernière participation | Participations             |
| -------------------------------- | ------------------------ | --------------------- | ------------- | ---------------------- | -------------------------- |
| Tunisie                          | Pays organisateur        |                       | 3e            | 1963                   | 2 (1962, 1963)             |
| Ghana                            | Tenant du titre          | 1er décembre 1963     | 2e            | 1963                   | 1 (1963)                   |
| Éthiopie                         | Tour préliminaire        | 18 avril 1965         | 5e            | 1963                   | 4 (1957, 1959, 1962, 1963) |
| République démocratique du Congo | Repêché                  | 5 mai 1965            | 1re           | Aucune                 | Première participation     |
| Sénégal                          | Tour préliminaire        | 5 septembre 1965      | 1re           | Aucune                 | Première participation     |
| Côte d'Ivoire                    | Tour préliminaire        | 31 octobre 1965       | 1re           | Aucune                 | Première participation     |

## Villes et stades
| Tunis                            | \| Tunis Hammam Sousse Sfax Bizerte \| | Sfax               |
| -------------------------------- | -------------------------------------- | ------------------ |
| Stade Chedly-Zouiten             | \| Tunis Hammam Sousse Sfax Bizerte \| | Stade Taïeb-Mehiri |
| Capacité : 20 000                | \| Tunis Hammam Sousse Sfax Bizerte \| | Capacité : 11 000  |
|                                  | \| Tunis Hammam Sousse Sfax Bizerte \| | sans cadre         |
| Hammam Sousse                    | \| Tunis Hammam Sousse Sfax Bizerte \| | Bizerte            |
| Stade municipal Bou Ali-Lahouar  | \| Tunis Hammam Sousse Sfax Bizerte \| | Stade Ahmed-Bsiri  |
| Capacité : 6 500                 | \| Tunis Hammam Sousse Sfax Bizerte \| | Capacité : 2 000   |
| sans cadre                       | \| Tunis Hammam Sousse Sfax Bizerte \| | sans cadre         |
| Tunis Hammam Sousse Sfax Bizerte |                                        |                    |

## Tournoi final

### Groupe A
| Rang | Équipe   | Pts | J | G | N | P | Bp | Bc | Diff |
| ---- | -------- | --- | - | - | - | - | -- | -- | ---- |
| 1    | Tunisie  | 3   | 2 | 1 | 1 | 0 | 4  | 0  | +4   |
| 2    | Sénégal  | 3   | 2 | 1 | 1 | 0 | 5  | 1  | +4   |
| 3    | Éthiopie | 0   | 2 | 0 | 0 | 2 | 1  | 9  | -8   |

| 12 novembre 1965 | Tunisie                                            | 4 - 0 | Éthiopie | Stade Chedly-Zouiten, Tunis |
|                  | Chaïbi 32e · Jedidi 62e · Delhoum 80e · Lahmar 84e |       |          |                             |
|                  | Rapport                                            |       |          |                             |

| 14 novembre 1965 | Tunisie | 0 - 0 | Sénégal | Stade Chedly-Zouiten, Tunis |  |
|                  |         |       |         |                             |  |
|                  | Rapport |       |         |                             |  |

| 19 novembre 1965 | Sénégal                                   | 5 - 1 | Éthiopie              | Stade Chedly-Zouiten, Tunis |  |
|                  | Camara 3e 52e · Guèye 37e · Niang 48e 53e |       | 12e (pen.) L. Vassalo |                             |  |
|                  | Rapport                                   |       |                       |                             |  |

### Groupe B
| Rang | Équipe                           | Pts | J | G | N | P | Bp | Bc | Diff |
| ---- | -------------------------------- | --- | - | - | - | - | -- | -- | ---- |
| 1    | Ghana T                          | 4   | 2 | 2 | 0 | 0 | 9  | 3  | +6   |
| 2    | Côte d'Ivoire                    | 2   | 2 | 1 | 0 | 1 | 4  | 4  | 0    |
| 3    | République démocratique du Congo | 0   | 2 | 0 | 0 | 2 | 2  | 8  | -6   |

| 12 novembre 1965 | Ghana                                                | 5 - 2 | République démocratique du Congo | Stade municipal Bou Ali-Lahouar, Hammam Sousse |  |
|                  | Kofi 13e · Acheampong 18e 59e · Attuquayefio 84e 89e |       | 43e 45e (pen.) Kalala            |                                                |  |
|                  | Rapport                                              |       |                                  |                                                |  |

| 14 novembre 1965 | Côte d'Ivoire      | 3 - 0 | République démocratique du Congo | Stade Taïeb-Mehiri, Sfax |
|                  | Manglé 14e 59e 80e |       |                                  |                          |
|                  | Rapport            |       |                                  |                          |

| 19 novembre 1965 | Ghana                                                       | 4 - 1 | Côte d'Ivoire | Stade Ahmed-Bsiri, Bizerte |  |
|                  | Acheampong 20e · Kwamenti 43e · Lutdrot (en) 52e · Kofi 70e |       | 66e Bléziri   |                            |  |
|                  | Rapport                                                     |       |               |                            |  |

### Match pour la3eplace
| 21 novembre 1965 | Côte d'Ivoire | 1 - 0 | Sénégal | Stade Chedly-Zouiten, Tunis |                            |
|                  | Konan 35e     |       |         | Arbitrage : Mohamed Mezahi  | Arbitrage : Mohamed Mezahi |
|                  | Rapport       |       |         | Arbitrage : Mohamed Mezahi  | Arbitrage : Mohamed Mezahi |

### Finale
La finale de la coupe d'Afrique des nations a lieu le 21 novembre 1965 au stade Chedly-Zouiten de Tunis, en Tunisie, pour déterminer le vainqueur de la compétition organisée par la Confédération africaine de football.
| 21 novembre 1965 | Ghana                   | 3 - 2 a. p. | Tunisie                  | Stade Chedly-Zouiten, Tunis                         |                                                     |
|                  | Odoi 37e 96e · Kofi 79e |             | 47e Chetali · 67e Chaïbi | Spectateurs : 16 000 Arbitrage : Abdelaziz Chekaïmi | Spectateurs : 16 000 Arbitrage : Abdelaziz Chekaïmi |
|                  | Rapport                 |             |                          | Spectateurs : 16 000 Arbitrage : Abdelaziz Chekaïmi | Spectateurs : 16 000 Arbitrage : Abdelaziz Chekaïmi |

| GK                  | 1  | Jon Bortey Noawy (en)    |  |  |
| DF                  | 6  | Willie Evans (en)        |  |  |
| DF                  | 3  | Charles Addo Odametey    |  |  |
| DF                  | 8  | Sam Acquah (en)          |  |  |
| DF                  | 16 | Ben Kusi                 |  |  |
| MF                  | 7  | Oman Mensah              |  |  |
| MF                  | 11 | Kofi Pare (en)           |  |  |
| MF                  | 17 | Kwame Nti                |  |  |
| FW                  | 10 | Cecil Jones Attuquayefio |  |  |
| FW                  | 14 | Osei Kofi                |  |  |
| MF                  | 15 | Frank Odoi               |  |  |
| Remplaçants :       |    |                          |  |  |
|                     | –  |                          |  |  |
| Sélectionneur :     |    |                          |  |  |
| Charles Kumi Gyamfi |    |                          |  |  |

| GK                | 1  | Sadok Sassi          |          |  |
| DF                | 2  | Mahfoudh Benzarti    |          |  |
| DF                | 3  | Hédi Douiri          |          |  |
| DF                | 4  | Mohsen Habacha       |          |  |
| MF                | 5  | Ahmed Lamine         |          |  |
| MF                | 6  | Abdelmajid Chetali   |          |  |
| MF                | 8  | Tahar Chaïbi         |          |  |
| MF                | 16 | Moncef Ajel          |          |  |
| FW                | 7  | Alaya Sassi          |          |  |
| FW                | 9  | Rachid Gribaâ        | Remplacé |  |
| FW                | 12 | Mohamed Salah Jedidi |          |  |
| Remplaçants :     |    |                      |          |  |
| FW                | –  | Abdelwahab Lahmar    | Entré    |  |
| Sélectionneur :   |    |                      |          |  |
| Mokhtar Ben Nacef |    |                      |          |  |

### Résumé par équipe

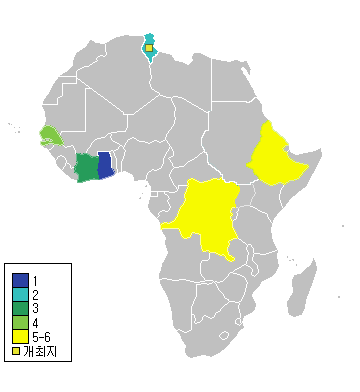
Vainqueur
Finale
Troisième
Quatrième
Premier tour

| - Vainqueur - Finale - Troisième | - Quatrième - Premier tour |

| Équipe                           | J | G | N | P | Bp | Bc | Diff. | Progression  |
| -------------------------------- | - | - | - | - | -- | -- | ----- | ------------ |
| Ghana                            | 3 | 3 | 0 | 0 | 12 | 5  | +7    | Vainqueur    |
| Tunisie                          | 3 | 1 | 1 | 1 | 6  | 3  | +3    | Finaliste    |
| Côte d'Ivoire                    | 3 | 2 | 0 | 1 | 5  | 4  | +1    | Troisième    |
| Sénégal                          | 3 | 1 | 1 | 1 | 5  | 2  | +3    | Quatrième    |
| République démocratique du Congo | 2 | 0 | 0 | 2 | 2  | 8  | -6    | Premier tour |
| Éthiopie                         | 2 | 0 | 0 | 2 | 1  | 9  | -8    | Premier tour |

## Statistiques

### Meilleurs buteurs
3 buts
- Eustache Manglé
- Ben Acheampong
- Osei Kofi

2 buts
- Pierre Kalala Mukendi
- Cecil Jones Attuquayefio
- Frank Odoi
- Louis Camara
- Matar Niang
- Tahar Chaïbi

1 but
- Joseph Bléziri
- Yoboué Konan
- Luciano Vassalo
- Paa Nii Lutterodt (en)
- Kwame Nti
- El Hadji Oumar Guèye
- Abdelmajid Chetali
- Mongi Dalhoum
- Mohamed Salah Jedidi
- Abdelwahab Lahmar